# Пампільоза-да-Серра
Пампільо́за-да-Се́рра (порт. Pampilhosa da Serra; МФА: [pɐ̃.pi.ˈʎo.zɐ dɐ ˈse.ʁɐ], Панпільо́за-да-Се́ра, «Пампільоза-Гірська») — муніципалітет і містечко в Португалії, в окрузі Коїмбра. Розташований у центральній частині країни, на теренах історичної португальської провінції Бейра. Належить до Коїмбрської діоцезії Католицької церкви в Португалії. Права міського самоврядування має з 1308 року. Поділяється на 8 парафій. За адміністративним поділом, чинним до 1976 року, був складовою провінції Нижня Бейра. Площа муніципалітету — 396,46 км², населення муніципалітету — 4481 ос. (2011); густота населення — 11,3 осіб/км²
. Патрон — Діва Марія. Святковий день муніципалітету — 10 квітня. Поштовий індекс — 3320.  Код місцевої адміністративної одиниці — 0612. Складова статистичного регіону Центр.

## Географія
Пампільоза-да-Серра розташована в центрі Португалії, на південному сході округу Коїмбра.
Пампільоза-да-Серра межує на півночі з муніципалітетом Арганіл, на північному сході — з муніципалітетом Ковілян, на сході — з муніципалітетом Фундан, на півдні — з муніципалітетами Олейруш і Сертан, на південному заході — з муніципалітетом Педроган-Гранде, на заході — з муніципалітетом Гойш.

## Історія
1308 року португальський король Дініш надав Пампільозі форал, яким визнав за поселенням статус містечка та муніципальні самоврядні права.

## Населення
| Кількість мешканців | Кількість мешканців | Кількість мешканців | Кількість мешканців | Кількість мешканців | Кількість мешканців | Кількість мешканців | Кількість мешканців | Кількість мешканців | Кількість мешканців | Кількість мешканців | Кількість мешканців | Кількість мешканців | Кількість мешканців | Кількість мешканців | Кількість мешканців |
| ------------------- | ------------------- | ------------------- | ------------------- | ------------------- | ------------------- | ------------------- | ------------------- | ------------------- | ------------------- | ------------------- | ------------------- | ------------------- | ------------------- | ------------------- | ------------------- |
| 1864                | 1878                | 1890                | 1900                | 1911                | 1920                | 1930                | 1940                | 1950                | 1960                | 1970                | 1981                | 1991                | 2001                | 2011                |                     |
| 9 359               | 10 671              | 11 274              | 12 426              | 13 944              | 14 040              | 13 459              | 15 527              | 14 800              | 13 372              | 9 303               | 7 493               | 5 797               | 5 220               | 4 481               |                     |

## Уродженці
- Еуріку Діаш Ногейра (1923—2014) — архієпископ Бразький.